# دل هال
دل هال هو لاعب هوكي الجليد كندي، ولد في 7 مايو 1949 في بيتيربوروغ في كندا.

## وصلات خارجية
- دل هال على موقع دوري الهوكي الوطني (الإنجليزية)
- دل هال على موقع قاعة مشاهير الهوكي (لاعب أن.إتش.أل) (الإنجليزية)
- دل هال على موقع EliteProspects.com (الإنجليزية)
- دل هال على موقع HockeyDB.com (الإنجليزية)
- دل هال على موقع Hockey-Reference.com (الإنجليزية)